# Schwanheimer Alteichen

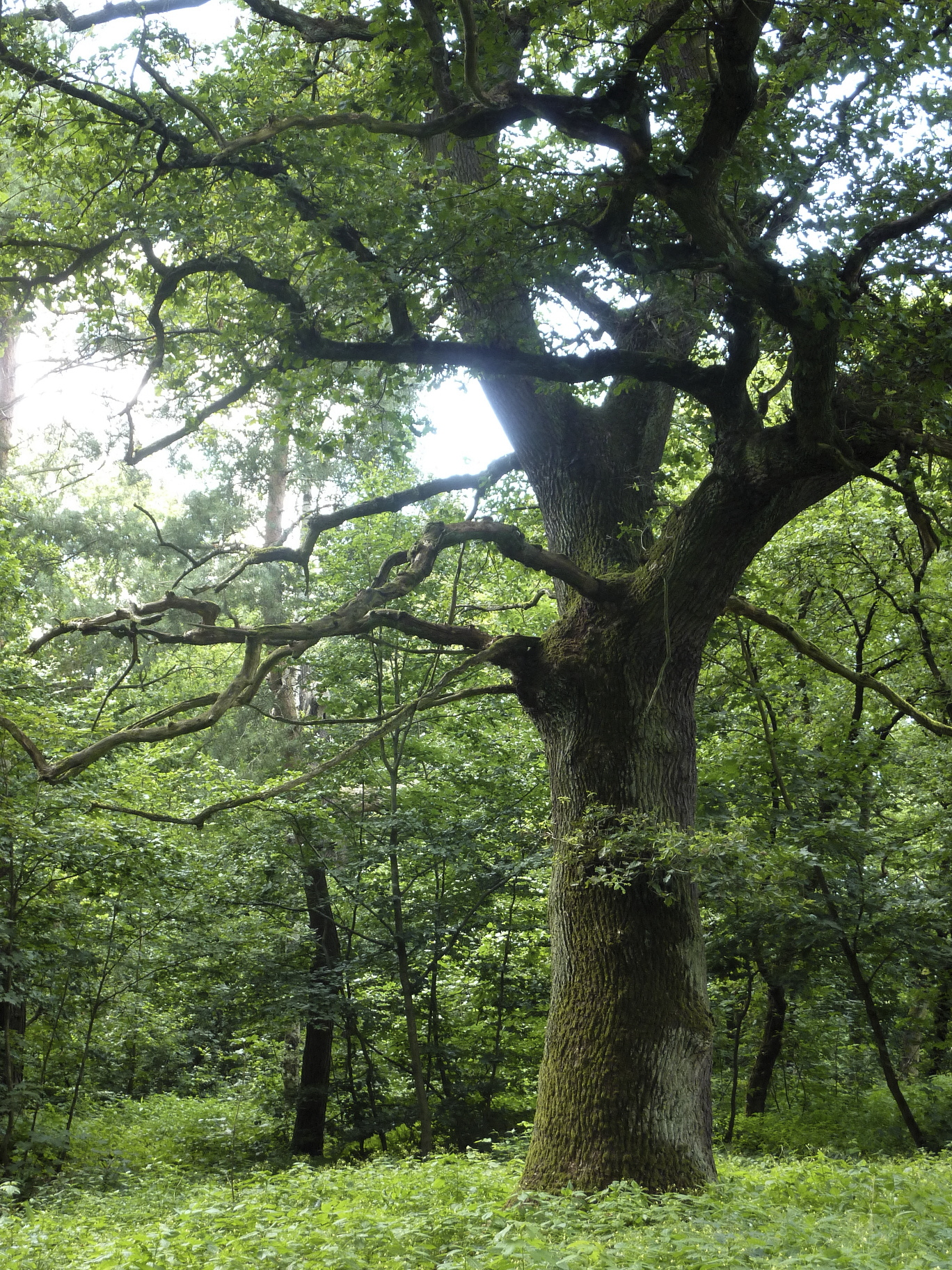
Eine mehrere hundert Jahre alte Stieleiche im Schwanheimer Wald

Als Schwanheimer Alteichen wird eine Anzahl von etwa 30 mehrere hundert Jahre alten Stieleichen (Quercus robur) im Südwesten des Stadtgebiets von Frankfurt am Main bezeichnet. Die besonders kräftig gewachsenen Eichen stehen im Frankfurter Stadtwald auf der Gemarkung des südmainischen Stadtteils Schwanheim. Sie sind als Naturdenkmal ausgewiesen. Ihr hohes Alter und den kräftigen Wuchs konnten die Bäume erreichen, da sie bis zum 19. Jahrhundert der Eichelmast in dem als Hutewald genutzten Schwanheimer Wald dienten. Durch intensive Beweidung des Gebiets konnte sich in der unmittelbaren Umgebung der Eichen jahrhundertelang keine konkurrierende Vegetation entwickeln. Das Alter der Schwanheimer Alteichen wird auf durchschnittlich etwa 500 Jahre geschätzt. Das genaue Alter und die genaue Anzahl der Bäume sind nicht erfasst.

## Lage
Die Schwanheimer Alteichen stehen verteilt in losen Gruppen oder als Einzelbäume auf einer Fläche von etwa drei Hektar am nordwestlichen Rand des Frankfurter Stadtwaldes, nahe dem südlichen Rand der Bebauung des Stadtteils Schwanheim. Eine geringe Anzahl der Eichen ist bis in die Gegenwart freistehend geblieben; die meisten dieser alten Bäume sind heute von Unterholz sowie von dicht benachbarten jüngeren Bäumen umgeben. Durch ihre Größe sind die Eichen jedoch selbst bei dichterer Vegetation leicht zu identifizieren. Abschnitte des Grüngürtel-Rundwanderwegs und seit dem Jahr 2002 des Historischen Wanderwegs Schwanheim von insgesamt 900 Meter Länge führen entlang einiger besonders stattlich gewachsener Exemplare. Acht Texttafeln vor Ort vermitteln botanisches und historisches Wissen zur Kulturgeschichte der Eiche und zum Schwanheimer Hutewald.

## Geschichte

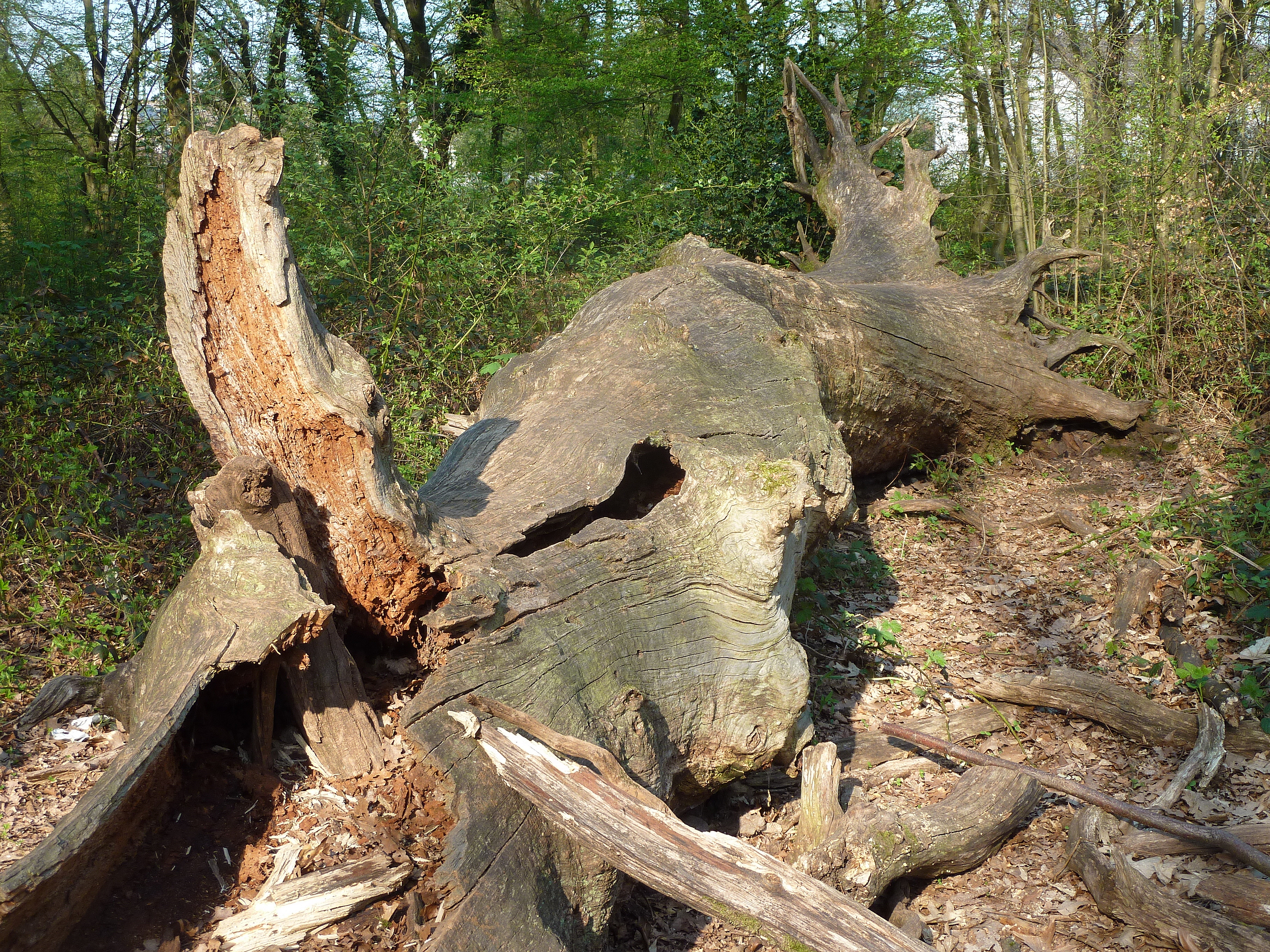
Einige der Schwanheimer Alteichen sind bereits abgestorben und dienen vielen Tierarten als Totholz

Vor der Eingemeindung nach Frankfurt im Jahr 1928 war Schwanheim ein landwirtschaftlich geprägtes Dorf, das im Laufe seiner Geschichte zu wechselnden Herrschaftsgebieten gehörte. Südlich des Dorfes lag der Schwanheimer Wald, der zu großen Teilen hauptsächlich als Viehweide diente.
Das zur Mast in den Wald getriebene Vieh – Schweine, Schafe und Ziegen – hielt durch das Abweiden von Schösslingen und durch das Fressen der Baumfrüchte die potentiell mit den Hutebäumen konkurrierende Vegetation kurz. Da sich so für die Eichen des Hutewaldes in deren Nähe keine um Licht und um die Nährstoffe aus dem Boden konkurrierende Vegetation entwickelte, die den Wald verjüngt hätte, konnten die Schwanheimer Alteichen im Laufe der Jahrhunderte ihrer Nutzung ungehindert ihren stattlichen Wuchs entwickeln. Wegen fehlender Konkurrenz um Sonnenlicht wuchsen die Bäume ebenso in die Breite wie in die Höhe, was vereinzelt zu besonders großem Stamm-Umfang der Hutebäume von durchschnittlich 2,75 Meter führte. Die Höhe der Eichen beträgt zwischen 12 und 16 Metern. Da das mittlere Höchstalter der Stieleiche etwa 700 Jahre beträgt, wird mit dem altersbedingten Verlust der Schwanheimer Alteichen in absehbarer Zeit gerechnet. Aufgrund ihres nicht näher bestimmbaren Alters werden die Bäume häufig als „Tausendjährige Eichen“ bezeichnet.
Ein überliefertes älteres Sprichwort, das sich auf die Schweinemast im Wald bezieht, lautet „auf den Eichen wachsen die besten Schinken“.

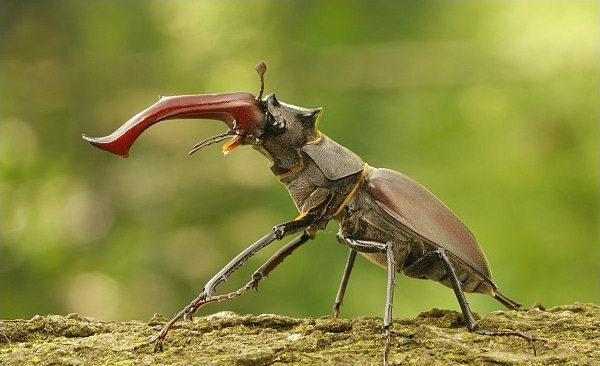
Der selten gewordene Hirschkäfer lebt auf den Schwanheimer Alteichen

## Fauna an und auf den Schwanheimer Alteichen
Die Bäume sind der Lebensraum einer Vielzahl von Tierarten, die sich zum Teil auf die Eiche spezialisiert haben. Zu den an den Schwanheimer Alteichen nachgewiesenen selten gewordenen Käferarten zählen der Hirschkäfer (Lucanus cervus), der ebenfalls gefährdete Große Rosenkäfer (Protaetia aeruginosa) und der vom Aussterben bedrohte Große Eichenbock (Cerambyx cerdo).
Unter den Vogelarten ist der Waldkauz (Strix aluco) hervorzuheben, bei den Säugetieren ist es die Fledermaus-Art Großer Abendsegler (Nyctalus noctula); beide Arten nutzen die zahlreichen Baumhöhlen in den alten Eichen zur Aufzucht ihrer Jungen.

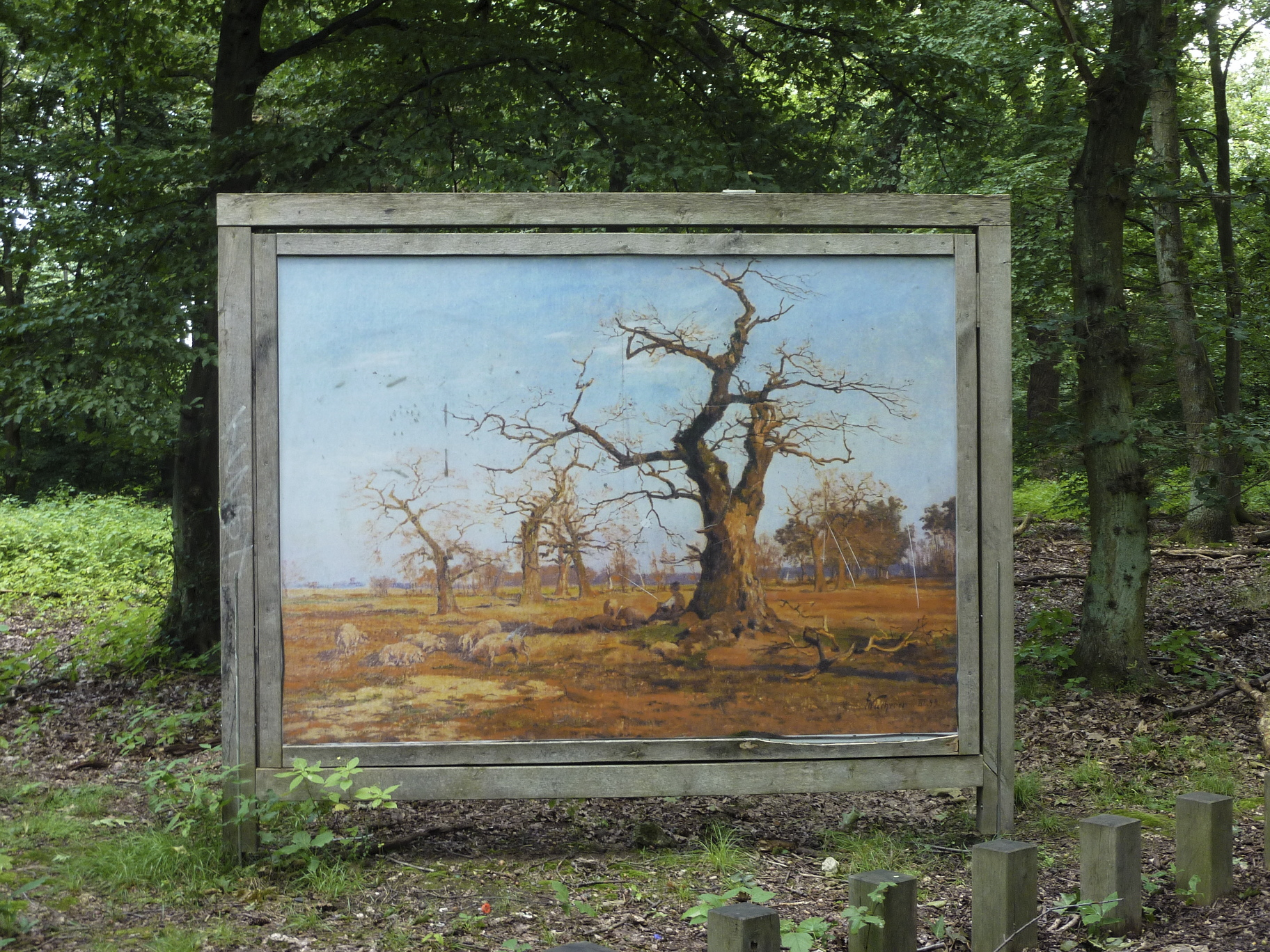
Vor Ort ausgestellte Reproduktion eines Gemäldes von Fritz Wucherer (1873–1948): Bei den Schwanheimer Eichen, 1899

## Künstlerische Rezeption
Im 19. Jahrhundert waren die alten Eichen des Schwanheimer Hutewaldes ein Bildmotiv, das häufig von Bildenden Künstlern dieser Zeit malerisch und zeichnerisch interpretiert worden ist. Die meisten dieser Werke der Landschaftsmalerei sind von der Epoche der Romantik beeinflusst und stellen die Bäume mit figürlicher Staffage als idealisiertes ländliches Idyll dar. Zu den bekanntesten Interpreten des Motivs „Schwanheimer Eichen“ zählt der Dresdener Maler und Zeichner Ludwig Richter (1803–1884), dessen im Jahr 1862 entstandene Bleistiftzeichnungen der Bäume heute zur Sammlung der Berliner Nationalgalerie gehören. Weitere prominente Künstler, die die Eichen in ihren Werken darstellten sind Peter Burnitz (1824–1886), der zum Kreis der Kronberger Malerkolonie gehörte, Johann Friedrich Morgenstern (1777–1844) und sein Sohn Carl Morgenstern (1811–1893) sowie Richard Fresenius (1844–1903) und Eugen Bracht (1842–1921). Von Bracht sind Arbeiten im Hessischen Landesmuseum Darmstadt ausgestellt.

## Weitere bedeutende Altbaumbestände in Frankfurt
Am südlichen Rand des Naturschutzgebiets Enkheimer Ried des Frankfurter Stadtwaldes und Frankfurter Grüngürtels befinden sich mit den Enkheimer Alteichen ebenfalls außergewöhnliche Alteichen-Bestände mit Bäumen von 3 bis 4,74 Metern Stammumfang, einem Alter zwischen 250 und 380 Jahren und Höhen zwischen 25 und 35 Metern. Nachgewiesen sind 30 Einzelexemplare, die sich im Wesentlichen an vier Positionen im rund 23,3 Hektar großen Enkheimer Wald konzentrieren, von dem das Naturschutzgebiet ca. 8,9 Hektar einnimmt.